# Ervalla socken
Ervalla socken i Västmanland ingick i Fellingsbro härad, ingår sedan 1971 i Örebro kommun i Örebro län och motsvarar från 2016 Ervalla distrikt.
Socknens areal är 70,17 kvadratkilometer, varav 68,10 land. År 2000 fanns här 1 143 invånare. Kyrkbyn Ervalla med sockenkyrkan Ervalla kyrka ligger i socknen. 

## Administrativ historik
Ervalla socken är känd från medeltiden.
Vid kommunreformen 1862 övergick socknens ansvar för de kyrkliga frågorna till Ervalla församling och för de borgerliga frågorna till Ervalla landskommun. Landskommunen inkorporerades 1952 i Axbergs landskommun som upplöstes 1971 då denna del uppgick i Örebro kommun. Församlingen uppgick 2002 i Axbergs församling.
1 januari 2016 inrättades distriktet Ervalla, med samma omfattning som församlingen hade 1999/2000.  
Socknen har tillhört fögderier, tingslag och domsagor enligt vad som beskrivs i artikeln Fellingsbro härad.  De indelta soldaterna tillhörde Västmanlands regemente, Kungsörs kompani och Livregementets husarkår, Örebro skvadron.

## Geografi
Ervalla socken har Dyltaån i sydväst och sjön Väringen i sydost. Socknen är en bördig slättbygd med skogs- och mossmarker.
Socknen gränsar till Näsby socken i öster, Lindesberg i norr, Nora socken i väster, och Axbergs socken i söder. 

### Herrgårdar i socknen
- Ervalla herrgård
- Hult

## Fornlämningar
En boplats från stenåldern är funnen.

## Namnet
Namnet (1415 Ärvala) kommer från gården Ervalla. Förleden kan innehålla är, 'som ger god skörd' eller ärdh, 'gröda, årsväxt'. Efterleden är plural av val(e), 'svedjeland, röjning(syta)'.

## Befolkningsutveckling
| Befolkningsutvecklingen i Ervalla socken 1760–1990                                                      | Befolkningsutvecklingen i Ervalla socken 1760–1990 | Befolkningsutvecklingen i Ervalla socken 1760–1990 | Befolkningsutvecklingen i Ervalla socken 1760–1990 | Befolkningsutvecklingen i Ervalla socken 1760–1990 |
| --- | -------------------------------------------------- | -------------------------------------------------- | -------------------------------------------------- | -------------------------------------------------- |
| |                                                    |                                                    |                                                    |                                                    |
| År |                                                    |                                                    | Folkmängd                                          |                                                    |
| 1760 | 1760                                               |                                                    | 842                                                |                                                    |
| 1810 | 1810                                               |                                                    | 982                                                |                                                    |
| 1820 | 1820                                               |                                                    | 1 020                                              |                                                    |
| 1830 | 1830                                               |                                                    | 1 132                                              |                                                    |
| 1840 | 1840                                               |                                                    | 1 139                                              |                                                    |
| 1850 | 1850                                               |                                                    | 1 253                                              |                                                    |
| 1860 | 1860                                               |                                                    | 1 483                                              |                                                    |
| 1870 | 1870                                               |                                                    | 1 694                                              |                                                    |
| 1880 | 1880                                               |                                                    | 1 737                                              |                                                    |
| 1890 | 1890                                               |                                                    | 1 611                                              |                                                    |
| 1900 | 1900                                               |                                                    | 1 649                                              |                                                    |
| 1910 | 1910                                               |                                                    | 1 676                                              |                                                    |
| 1920 | 1920                                               |                                                    | 1 971                                              |                                                    |
| 1930 | 1930                                               |                                                    | 1 654                                              |                                                    |
| 1940 | 1940                                               |                                                    | 1 414                                              |                                                    |
| 1950 | 1950                                               |                                                    | 1 340                                              |                                                    |
| 1960 | 1960                                               |                                                    | 1 161                                              |                                                    |
| 1970 | 1970                                               |                                                    | 977                                                |                                                    |
| 1980 | 1980                                               |                                                    | 1 086                                              |                                                    |
| 1990 | 1990                                               |                                                    | 1 121                                              |                                                    |
| Anm: Källor: Umeå universitet - Tabellverket 1749-1859, Demografiska databasen, CEDAR, Umeå universitet |                                                    |                                                    |                                                    |                                                    |